# No te invité a dormir
«No Te Invité A Dormir» es el primer sencillo del álbum Una Mosca En El Cristal, el tercero de estudio, del grupo español Nena Daconte. Es el primer disco y videoclip sin Kim Fanlo, guitarrista y productor del grupo que abandona en agosto del mismo año.
La canción mantiene un estilo similar al del grupo inglés The Beatles, el 9 de octubre de 2010 fue la fecha elegida para su lanzamiento, habiéndose publicado en el aniversario del nacimiento de John Lennon, integrante del mismo. 

## Información
Como en anteriores discos, la canción fue compuesta por Mai Meneses (vocalista del grupo), pero sin los arreglos de Kim Fanlo, quien además era guitarrista y productor del grupo.

## Listas
| País               | Posición |
| ------------------ | -------- |
| Los 40 Principales | 11       |
| Flaix              | 4        |

- Datos: Q6043993